# 阮福暤
襄陽郡王阮福暤（越南语：／；1762年前？—1802年前？），阮朝追尊興祖孝康皇帝阮福㫻長子，嘉隆帝異母兄長。
阮福暤生母為慈妃阮氏珄，授該奇；後來在對抗西山賊時戰死，無子。嘉隆四年（1805年），嘉隆帝贈封“翊運同德宗臣、特進、輔國上將軍、太傅、國公”，諡忠義，入太廟從祀。嘉隆十三年（1814年），加贈莊公，入祀展親祠。
明命十二年（1831年），再追贈阮福暤“佐運宗臣、宗人府右宗正、襄陽郡王”，諡恭穆。嗣德三年（1850年），合祀親勳祠。